# Estação Correo Central
A  Estação Correo Central é uma estação que faz parte da Linha E do Metropolitano de Buenos Aires.
Está localizada debaixo da avenida Leandro N. Alem, entre a avenida Corrientes e a rua Sarmiento, no bairro de San Nicolás.
Fica a poucos metros do Centro Cultural Kirchner e do tradicional estádio Luna Park. Faz conexão com a estação Leandro N. Alem da linha B, e ambas são as estações da rede mais próximas de Puerto Madero.

## Arredores
- Puerto Madero
- Centro Cultural Kirchner
- Luna Park
- Praça de Maio